# Simone Pepe
Simone Pepe (ur. 30 sierpnia 1983 w Albano Laziale) – włoski piłkarz występujący na pozycji skrzydłowego.

## Kariera klubowa
Simone Pepe zawodową karierę rozpoczął w 2001 w rzymskim klubie AS Roma, jednak w ekipie „Giallorossich” nie rozegrał ani jednego spotkania. W styczniu 2002 został wypożyczony do Lecco, dla którego rozegrał pięć meczów, po czym w czerwcu 2002 na tej samej zasadzie przeniósł się do Teramo, gdzie w 31 pojedynkach Serie C1 strzelił 11 goli.
Latem 2003 połowę karty piłkarza pozyskało drugoligowe US Palermo. W pierwszym sezonie pobytu na Stadio Renzo Barbera Włoch zdobył tylko jednego gola, a ekipa „Aquile” zwyciężyła w rozgrywkach Serie B i awansowała do pierwszej ligi. Pepe został na rok wypożyczony do Piacenzy, gdzie wystąpił w 30 meczach i zdobył 12 bramek. W 2005 Pepe powrócił do Palermo, ponieważ najskuteczniejszy snajper tego zespołu – Luca Toni podpisał kontrakt z Fiorentiną.
Wychowanek Romy wciąż jednak zawodził i w trakcie sezonu 2005/2006 dołączył do Udinese Calcio. Sezon 2006/2007 Pepe spędził na wypożyczeniu w Cagliari Calcio, w barwach której wystąpił w 36 spotkaniach i uzyskał 3 trafienia. Pierwszą bramkę w Serie A Pepe strzelił 18 listopada 2006 w ostatniej minucie pojedynku przeciwko Palermo. Latem 2007 skrzydłowy razem z kilkoma innymi zawodnikami Udinese przedłużył kontrakt ze swoim klubem. Obecna umowa włoskiego zawodnika obowiązuje do czerwca 2012. Po tym, jak z Udinese odszedł Asamoah Gyan, Pepe stał się podstawowym zawodnikiem swojej drużyny. W sezonie 2008/2009 był podstawowym graczem Udinese. Występował na pozycji prawoskrzydłowego i razem z Fabio Quagliarellą i Antonio Di Natale stanowił o sile ofensywnej zespołu z Udine.
9 czerwca 2010 Pepe został wypożyczony do Juventusu na rok za 2,6 mln euro z opcją pierwokupu. Ligowy debiut w jego barwach zanotował 29 sierpnia w przegranym 0:1 wyjazdowym meczu z Bari. W 2011 roku został graczem Juventusu i jego barwy reprezentował do 2015. Następnie występował w Chievo oraz Pescarze, gdzie w 2017 roku zakończył karierę.

## Kariera reprezentacyjna
Pepe ma za sobą występy w młodzieżowych reprezentacjach Włoch. Występował w drużynach do lat 17, 19, 20 oraz 21, dla których łącznie rozegrał 35 spotkań i zdobył 15 goli. W 2006 wystąpił na nieudanych dla Włochów Młodzieżowych Mistrzostwach Europy, jednak nie wystąpił tam w ani jednym spotkaniu.
W seniorskiej reprezentacji Włoch Pepe zadebiutował 11 października 2008 w zremisowanym 0:0 meczu z Bułgarią w ramach eliminacji do Mistrzostw Świata 2010. W 2009 Marcello Lippi powołał go do kadry na Puchar Konfederacji, a w 2010 na Mistrzostwa Świata. Z obu tych imprez Włosi odpadali w rundzie grupowej.

## Statystyki
stan na 11 lipca 2011
| Sezon     | Klub              | Liga      | Liga  | Liga | Puchar         | Puchar | Puchar | Europa           | Europa | Europa | Łącznie | Łącznie |
| Sezon     | Klub              | Rozgrywki | Mecze | Gole | Rozgrywki      | Mecze  | Gole   | Rozgrywki        | Mecze  | Gole   | Mecze   | Gole    |
| --------- | ----------------- | --------- | ----- | ---- | -------------- | ------ | ------ | ---------------- | ------ | ------ | ------- | ------- |
| 2001/2002 | AS Roma           | Serie A   | 0     | 0    | Puchar Włoch   | 0      | 0      | Liga Mistrzów    | 0      | 0      | 0       | 0       |
| 2001/2002 | → Lecco           | Serie C1  | 5     | 0    | –              | –      | –      | –                | –      | –      | 5       | 0       |
| 2002/2003 | → Teramo          | Serie C1  | 31    | 11   | Puchar Serie C | X      | X      | –                | –      | –      | 31      | 11      |
| 2003/2004 | US Palermo        | Serie B   | 19    | 1    | Puchar Włoch   | 5      | 2      | –                | –      | –      | 24      | 3       |
| 2004/2005 | → Piacenza        | Serie B   | 30    | 12   | Puchar Włoch   | 2      | 1      | –                | –      | –      | 32      | 13      |
| 2005/2006 | US Palermo        | Serie A   | 3     | 0    | Puchar Włoch   | 0      | 0      | Puchar UEFA      | 3      | 0      | 6       | 0       |
| 2005/2006 | Udinese Calcio    | Serie A   | 6     | 0    | Puchar Włoch   | 3      | 0      | Puchar UEFA      | 0      | 0      | 9       | 0       |
| 2006/2007 | → Cagliari Calcio | Serie A   | 36    | 3    | Puchar Włoch   | 3      | 0      | –                | –      | –      | 39      | 3       |
| 2007/2008 | Udinese Calcio    | Serie A   | 33    | 3    | Puchar Włoch   | 1      | 0      | Puchar UEFA      | 11     | 2      | 45      | 5       |
| 2008/2009 | Udinese Calcio    | Serie A   | 33    | 4    | Puchar Włoch   | 1      | 0      | Puchar UEFA      | 8      | 3      | 42      | 7       |
| 2009/2010 | Udinese Calcio    | Serie A   | 32    | 7    | Puchar Włoch   | 0      | 0      | –                | –      | –      | 32      | 7       |
| 2010/2011 | → Juventus F.C.   | Serie A   | 30    | 4    | Puchar Włoch   | 2      | 1      | Liga Europy UEFA | 10     | 0      | 42      | 5       |
| Łącznie   | Łącznie           | Łącznie   | 258   | 45   |                | 17     | 4      |                  | 32     | 5      | 307     | 54      |